# Crocidura parva
Crocidura parva — вид ссавців родини Soricidae. Це ендемік індонезійського острова Сулавесі, де він мешкає на висоті від 1700 до 2500 м над рівнем моря. Голотип мав довжину тіла без хвоста 101 мм, хвіст 41 мм, він важив 3,9 г. Хутро від коричнево-сірого до темно-коричневого забарвлення. Видова назва, parva, на латині означає «маленький».